# Castellterçol
Castellterçol (spanisch Castelltersol) ist ein Ort und eine Gemeinde (municipi) mit 2.773 Einwohnern (Stand: 2024) in der Comarca Moianès in der Provinz Barcelona in der Autonomen Region Katalonien.

## Lage
Castellterçol liegt in einer Höhe von etwa 726 m in der Kulturlandschaft Pla de Bages. Barcelona liegt etwa 50 Kilometer südlich vom Ortszentrum.

## Bevölkerungsentwicklung
| Jahr      | 1960 | 1970 | 1981 | 1990 | 2000 | 2011 | 2021 |
| Einwohner | 1688 | 1903 | 2055 | 1903 | 2018 | 2376 | 2632 |

## Wirtschaft
Früher lebten die Einwohner hauptsächlich als Selbstversorger von der Landwirtschaft, zu der auch der Anbau von Wein und die Haltung von Vieh gehörte. Im ausgehenden 18. und frühen 19. Jahrhundert entwickelte sich die Region Pla de Bages zu einem bedeutenden Weinbaugebiet, doch hatten die Gemeinden deshalb ganz besonders unter der Reblauskrise zu leiden. In den letzten Jahrzehnten sind Einnahmen aus dem Tourismus hinzugekommen.

## Sehenswürdigkeiten
- Burg von Castellterçol mit Burgkapelle Sant Miquel
- Franz-von-Assisi-Kirche
- verlassene Julianuskirche
- Fructuosuskirche
- Leodegarkirche
- Karmeliterkonvent
- Herrenhaus der Marqueses von Alòs

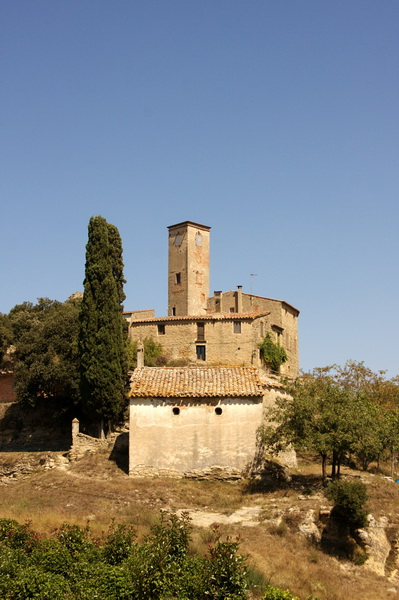
Burg
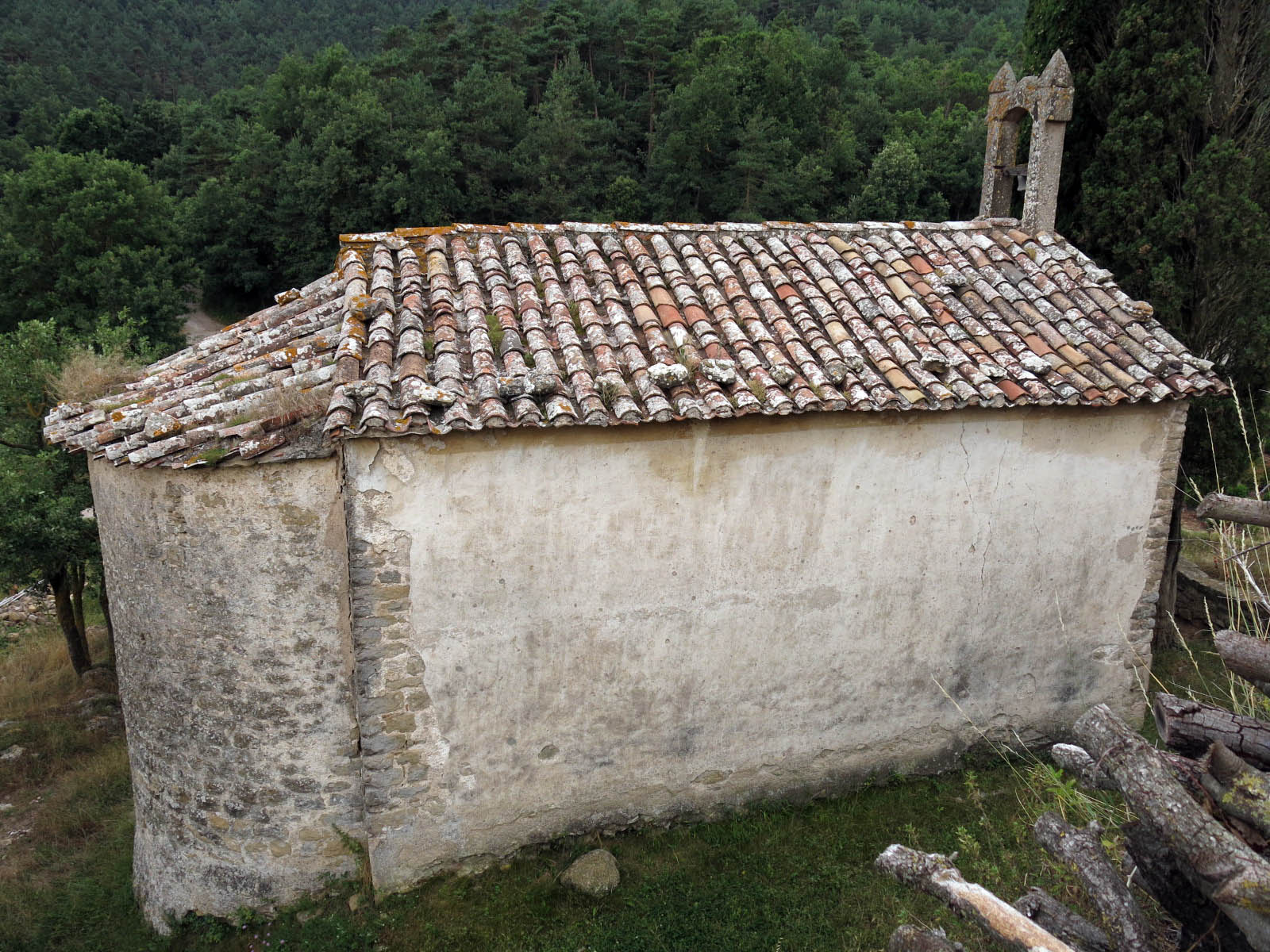
Burgkapelle Sant Miquel
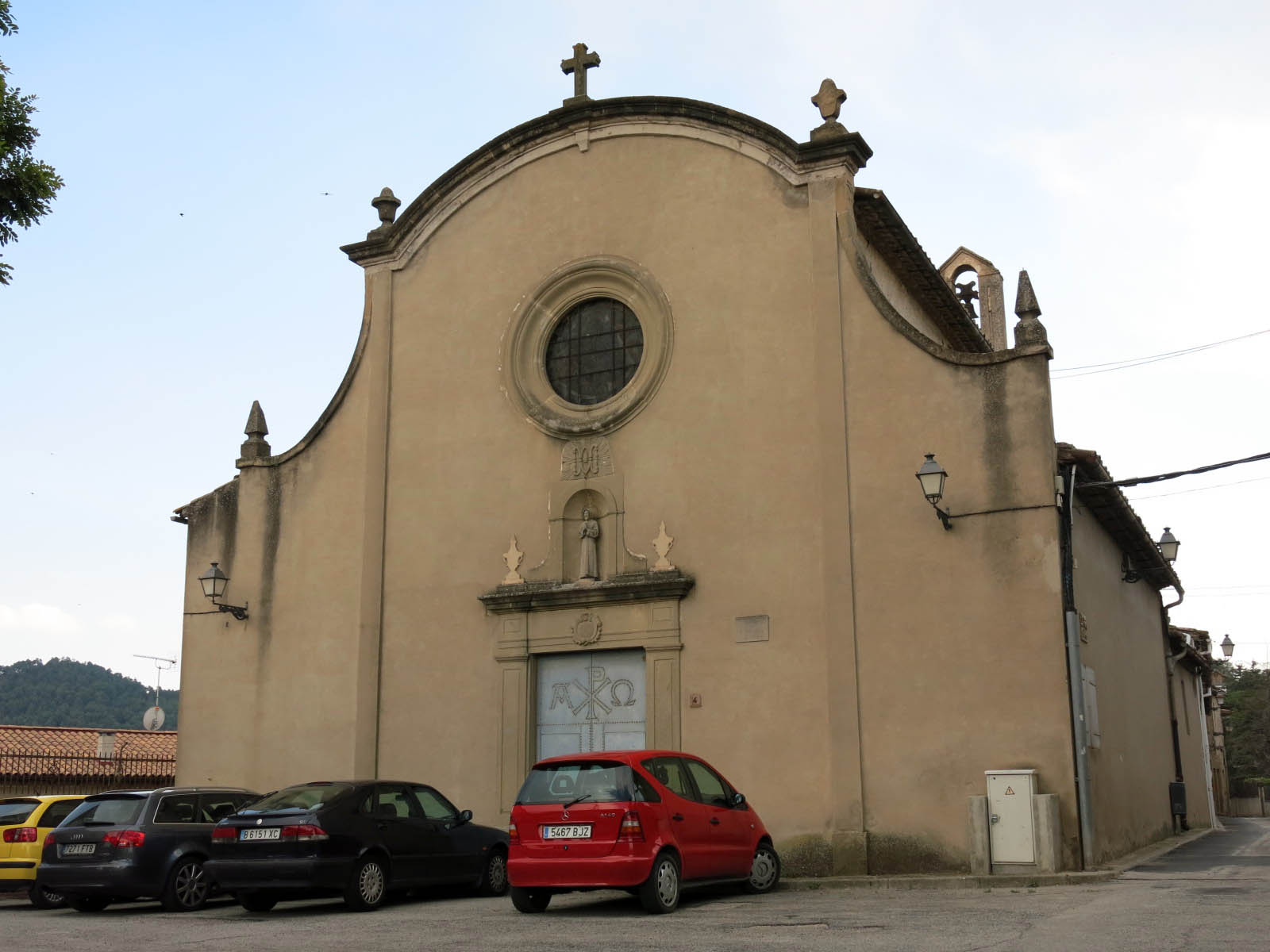
Franz-von-Assisi-Kirche
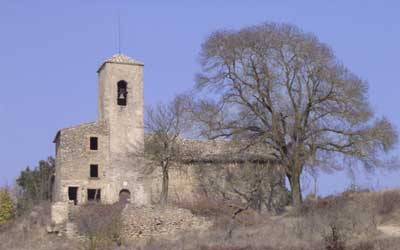
Julianuskirche
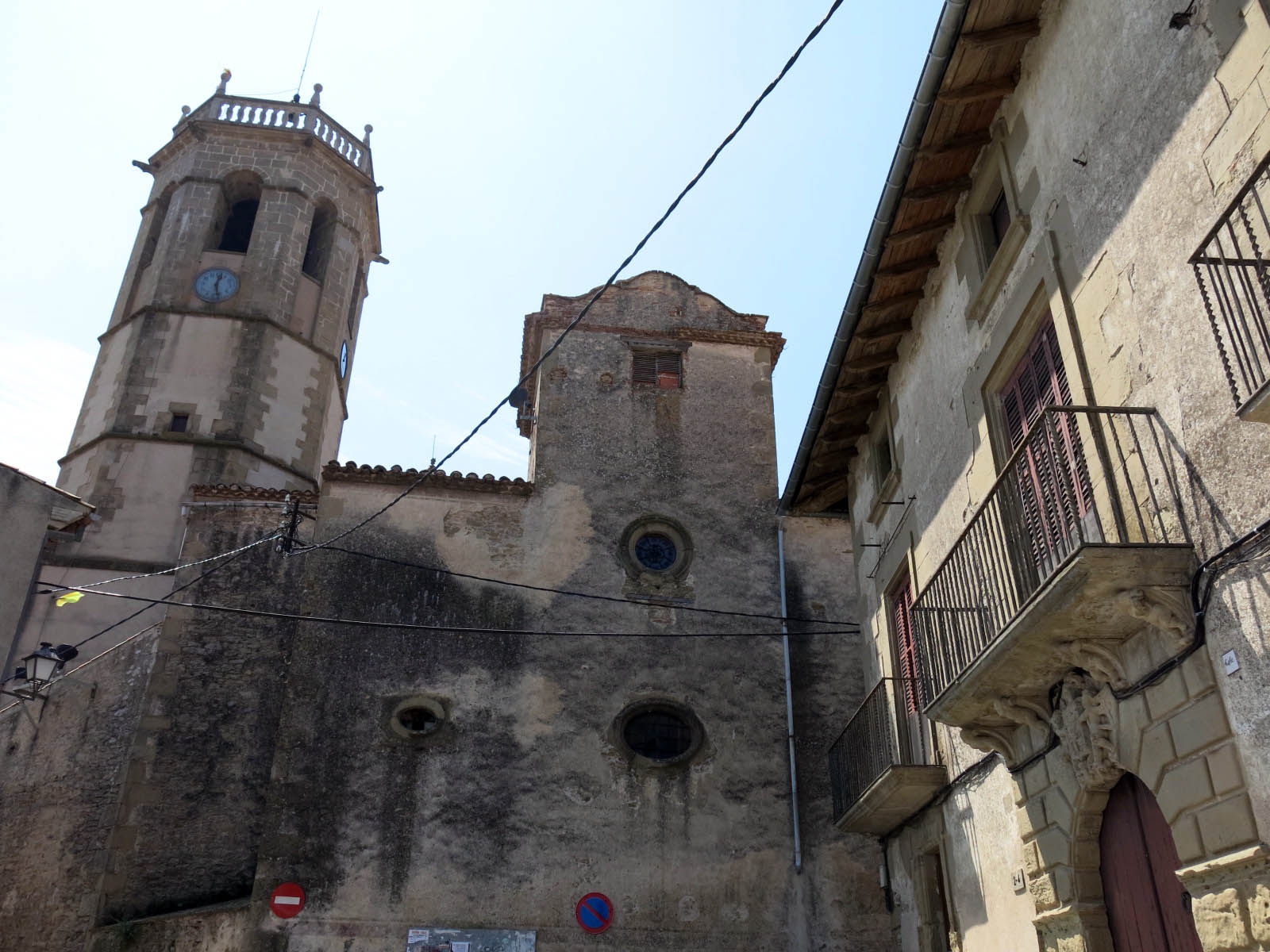
Fructuosuskirche
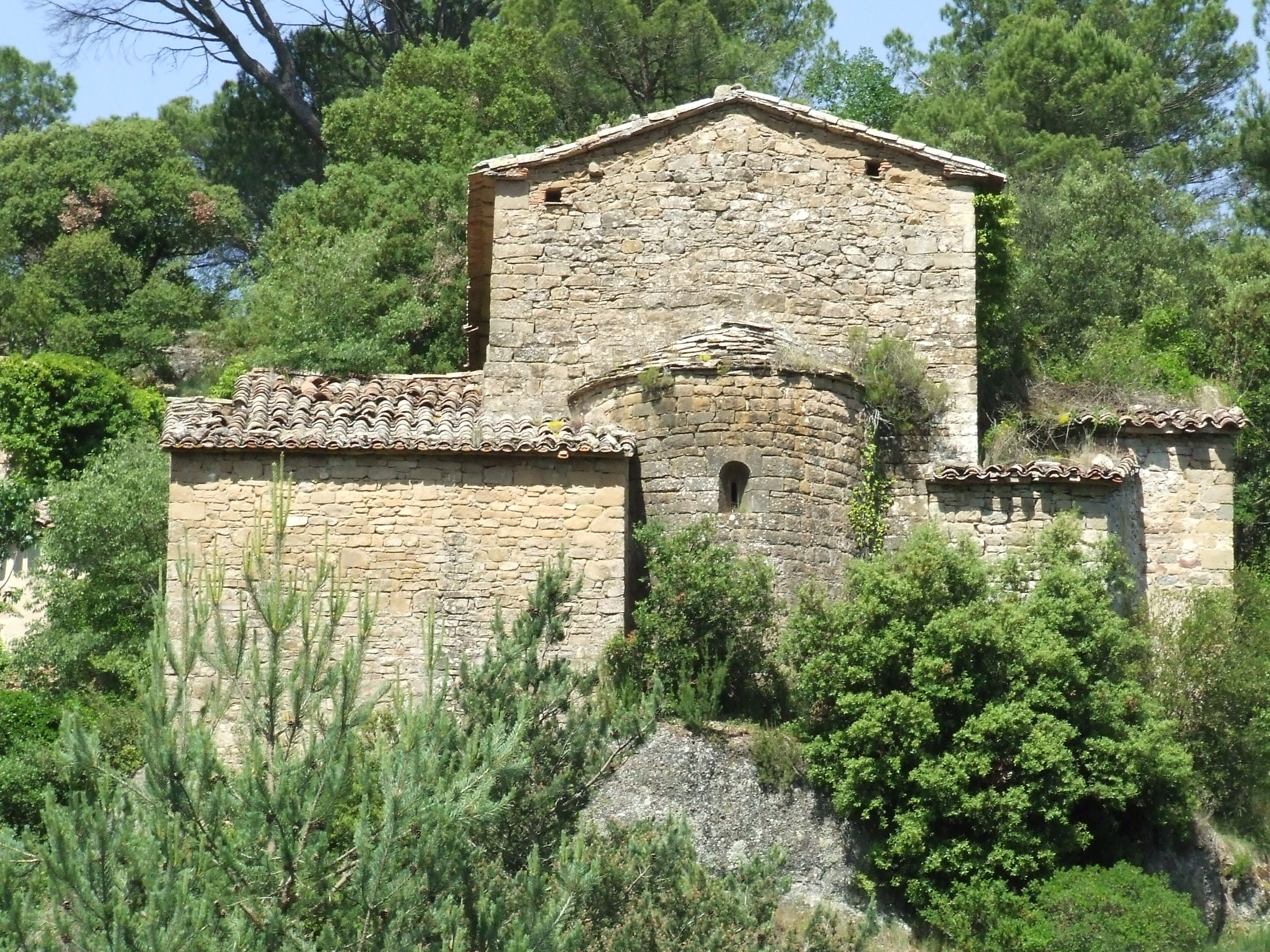
Leodegarkirche
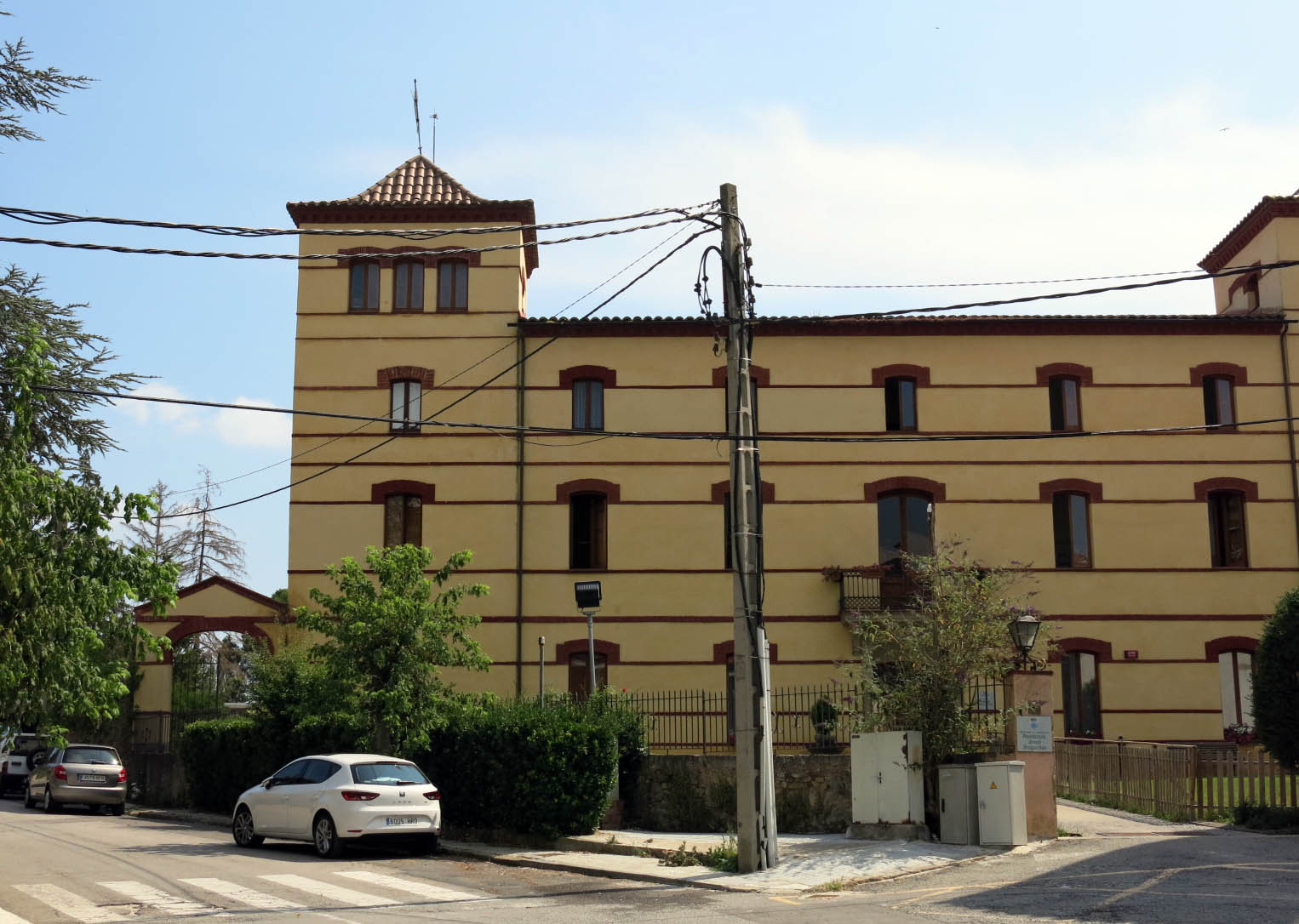
Karmeliterkonvent
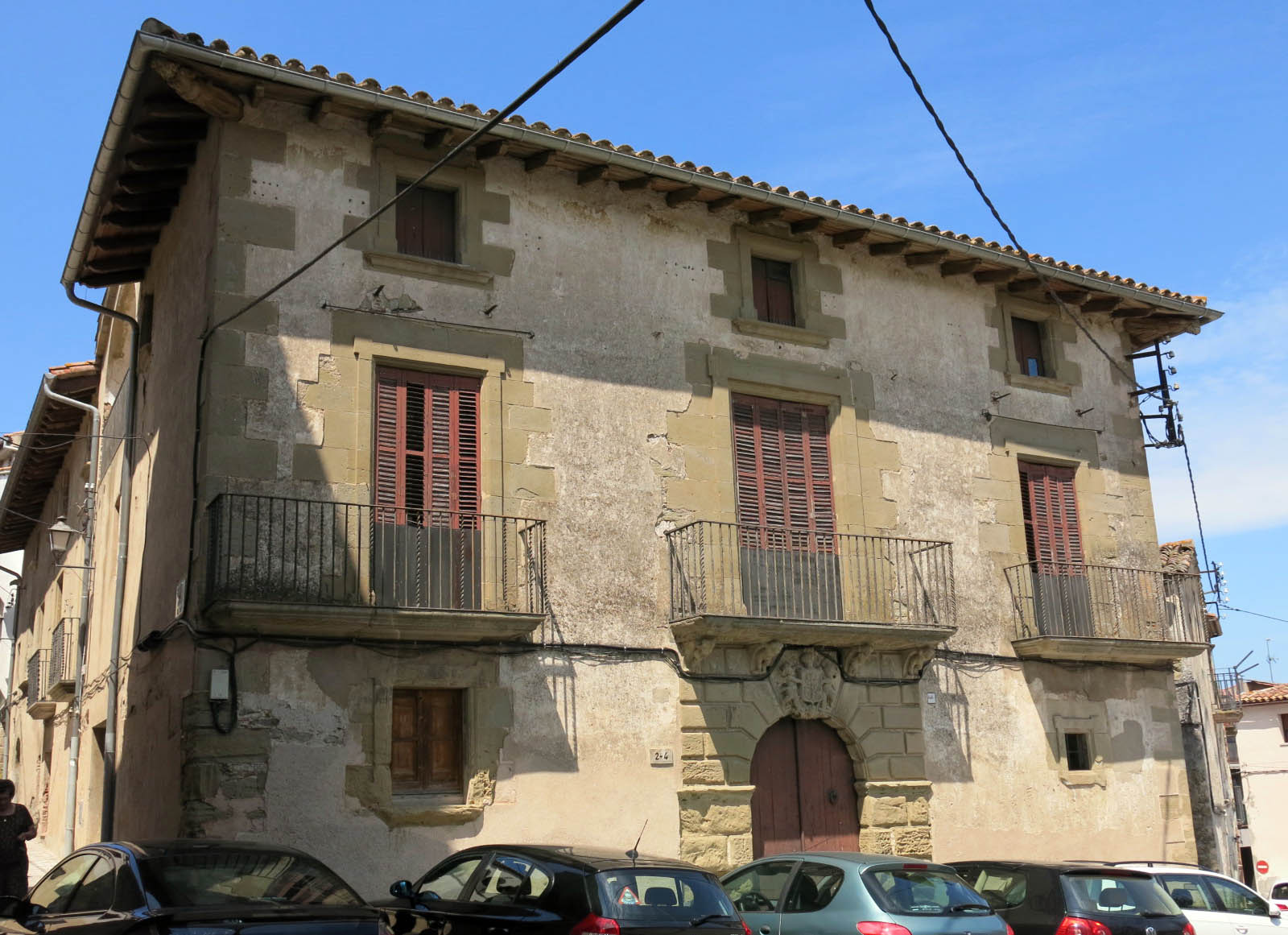
Herrenhaus der Marqueses von Alòs

## Persönlichkeiten
- Josep Gallés (1758–1836), Organist und Kapellmeister
- Enric Prat de la Riba (1870–1917), erster Präsident Kataloniens

## Gemeindepartnerschaft
Mit der italienischen Gemeinde Faedis in Friaul-Julisch Venetien besteht seit 1991 eine Partnerschaft.